# Première Division (Kamerun)
Die 1961 gegründete Première Division (MTN Elite one) ist die höchste Fußballklasse in Kamerun.
 Rekordsieger ist Cotonsport Garoua mit 18 gewonnenen Titeln.

## Aktuelle Saison
An der Saison 2024/25 nahmen die folgenden 16 Mannschaften teil:
- AS Aigle Royal Menoua (Pokalsieger)
- AS Fortuna
- Bamboutos FC
- Canon Yaoundé
- Colombe Sportive
- Cotonsport Garoua
- Dynamo Douala
- Fauve Azur Yaoundé
- Gazelle FA
- Les Astres FC
- Panthère du Ndé FC
- PWD Bamenda
- Stade Renard FC
- Union Douala
- Victoria United FC (Meister)
- Yong Sports Academy

## Meister der Première Division
| - 1961: Oryx Douala - 1962: Caïman Douala - 1963: Oryx Douala - 1964: Oryx Douala - 1965: Oryx Douala - 1966: Diamant Yaoundé - 1967: Oryx Douala - 1968: Caïman Douala - 1969: Union Douala - 1970: Canon Yaoundé - 1971: Aigle Nkongsamba - 1972: Léopards Douala - 1973: Léopards Douala - 1974: Canon Yaoundé - 1975: Caïman Douala - 1976: Union Douala - 1977: Canon Yaoundé - 1978: Union Douala - 1979: Canon Yaoundé - 1980: Canon Yaoundé - 1981: Tonnerre Yaoundé |  | - 1982: Canon Yaoundé - 1983: Tonnerre Yaoundé - 1984: Tonnerre Yaoundé - 1985: Canon Yaoundé - 1986: Canon Yaoundé - 1987: Tonnerre Yaoundé - 1988: Tonnerre Yaoundé - 1989: Racing FC Bafoussam - 1990: Union Douala - 1991: Canon Yaoundé - 1992: Racing FC Bafoussam - 1993: Racing FC Bafoussam - 1994: Aigle Nkongsamba - 1995: Racing FC Bafoussam - 1996: Unisport Bafang - 1997: Cotonsport Garoua - 1998: Cotonsport Garoua - 1999: Sable Batié - 2000: Fovu Club - 2001: Cotonsport Garoua - 2002: Canon Yaoundé |  | - 2003: Cotonsport Garoua - 2004: Cotonsport Garoua - 2005: Cotonsport Garoua - 2006: Cotonsport Garoua - 2007: Cotonsport Garoua - 2008: Cotonsport Garoua - 2009: Tiko United - 2010: Cotonsport Garoua - 2011: Cotonsport Garoua - 2012: Union Douala - 2013: Cotonsport Garoua - 2014: Cotonsport Garoua - 2015: Cotonsport Garoua - 2016: UMS de Loum - 2017: Eding Sport FC - 2018: Cotonsport Garoua - 2019: UMS de Loum - 2020: PWD Bamenda - 2021: Cotonsport Garoua - 2022: Cotonsport Garoua - 2023: Cotonsport Garoua |  | - 2024: Victoria United FC - 2025: Colombe Sportive |

## Anzahl der Meisterschaften
| Verein              | Titel |
| ------------------- | ----- |
| Cotonsport Garoua   | 18    |
| Canon Yaoundé       | 10    |
| Tonnerre Yaoundé    | 5     |
| Oryx Douala         | 5     |
| Union Douala        | 5     |
| Racing FC Bafoussam | 4     |
| Caïman Douala       | 3     |
| UMS de Loum         | 2     |
| Aigle Nkongsamba    | 2     |
| Léopards Douala     | 2     |
| Diamant Yaoundé     | 1     |
| Eding Sport FC      | 1     |
| Fovu Club           | 1     |
| Sable Batié         | 1     |
| Tiko United         | 1     |
| Unisport de Bafang  | 1     |
| PWD Bamenda         | 1     |
| Victoria United FC  | 1     |
| Colombe Sportive    | 1     |

(Stand: Saisonende 2024/25)